# Ordet - La parola
Ordet - La Parola (Ordet) è un film del 1955 diretto da Carl Theodor Dreyer.
Ispirato all'omonima opera teatrale del pastore protestante Kaj Munk, è il penultimo lungometraggio del celebre regista danese, sicuramente tra le sue opere di maggior fortuna.
Celebre la scena della resurrezione, considerata tra le più emozionanti di sempre.
La pellicola ottenne vari premi, tra i quali spicca il Leone d'oro alla Mostra del cinema di Venezia del 1955.

## Trama
A Borgensgaad, una grande fattoria dello Jutland, nelle zone rurali della Danimarca, vive la famiglia Borgen, il cui patriarca è il vecchio Morten. Morten ha tre figli: Johannes, studente di teologia che si trova in uno stato di esaltazione mistica e crede di essere l'incarnazione di Gesù, Mikkel, che ha abbandonato la fede ed è sposato con Inger, dalla quale ha avuto due figlie e ne attende un terzo, e Anders, innamorato di Anne, figlia di Petersen, capo di una comunità religiosa avversa ai Borgen.
Johannes, un giorno, in preda ad una violenta crisi, fugge nella brughiera, dove verrà ritrovato mentre sta maledicendo quelli che lui considera impostori. Nel frattempo Anders è andato a chiedere la mano di Anne, ma il padre della ragazza non acconsente alle nozze a causa delle differenze religiose che dividono le due famiglie. Morten, non appena viene a conoscenza del rifiuto, si reca dall'uomo e mentre i due anziani finiscono per litigare violentemente, Inger partorisce, morto, il tanto atteso bambino. Inger versa in condizioni gravissime e mentre il medico tenta di salvarla ha un collasso e muore. Johannes, dopo aver preannunciato la morte della donna e aver annunciato di essere in grado di farla rivivere, scappa di nuovo nella brughiera.
La tragedia colpisce personalmente la coscienza di ognuno e appiana le liti precedenti: Petersen acconsente alle nozze tra Anders e Anne. Johannes inaspettatamente ritorna e sembra guarito. Nel silenzio del dolore, nella stanza illuminata dall'intensa luce dell'estate danese, mentre sono tutti raccolti attorno alla salma, Johannes, spinto dalla fede della piccola Maren, una delle figlie di Inger, che invita lo zio a mantenere la promessa fatta, chiede a Dio la parola che dona la vita ed ottiene la resurrezione della donna che si alza ed abbraccia il marito. Dinanzi al miracolo Mikkel annuncia di aver ritrovato la fede in Dio.

## Produzione

### Soggetto
Il giovane Kaj Munk scrisse l'opera teatrale in 4 atti Ordet in soli cinque giorni, commosso dalla vicenda di una giovane morta di parto. La prima rappresentazione teatrale si tenne a Copenaghen il 2 settembre 1932 e riscosse subito successo e l'apprezzamento di Dreyer. Kaj Munk aveva pensato ad Henrik Malberg per la parte di Morten Borgen. Ma l'attore, sotto contratto con un altro teatro, non poté aderire al progetto. 23 anni dopo, ormai ottantenne, Henrik Malberg interpretò la parte nel film di Dreyer.
L'opera teatrale di Munk era già stata portata sullo schermo nel 1943 da parte dello svedese Gustaf Molander. Film intitolato anch'esso Ordet, aveva come protagonista Victor Sjöström e fu distribuito in Danimarca solo dopo la guerra.

### Cast
L'attore Preben Lerdorff Rye, per l'interpretazione di Johannes Borgen, prese spunto da un malato di mente ricoverato in un ospedale psichiatrico con il quale era venuto a contatto preparandosi per il ruolo. In particolare prese da lui il tono di voce querulo utilizzato poi nel film dal personaggio e che viene mantenuto anche nel doppiaggio italiano seppur con minor enfasi dell'originale.

### Riprese
Gli esterni sono stati girati a Vedersø, piccolo villaggio sulla costa occidentale dello Jutland nel quale Munk esercitò da giovane l'attività di pastore protestante.

## Accoglienza

### Critica
Ordet è considerato uno dei cinque capolavori di Dreyer (gli altri sono La passione di Giovanna d'Arco, Vampyr - Il vampiro, Dies Irae e Gertrud) e talvolta il suo migliore film, inserito da molti critici tra le pellicole migliori della storia del cinema. La popolarità del film è tale che persino il neoeletto segretario della DC Arnaldo Forlani lo citò ancora come uno dei suoi preferiti in assoluto, in un'intervista a Mixer del 1989.
L'austerità dell'ambientazione, essenziale sia negli interni che nei pochi esterni, la collocazione in uno spazio-tempo indefinito, il rigore formale e la lentezza tipici del cinema di Dreyer, conferiscono quel tono solenne che scena dopo scena ci prepara al commovente finale nel quale la sacralità della resurrezione della donna si scioglie e si confonde con la carnalità dell'abbraccio con il marito. La fede incontaminata e senza pregiudizi di una bambina arriva laddove la ragione degli adulti non permetterà mai di arrivare.

## Riconoscimenti
- 16ª Mostra internazionale d'arte cinematografica di Venezia : Leone d'oro al miglior film
- Golden Globe 1956: miglior film straniero (ex aequo con altri due film)
- National Board of Review Awards 1957: miglior film straniero